# 第1次ニューカッスル公爵内閣
第1次ニューカッスル公爵内閣（だい1じニューカッスルこうしゃくないかく、英語: First Newcastle ministry）は、1754年から1756年まで続いた、ニューカッスル公爵を首相とするイギリスの内閣。前任の首相でニューカッスル公爵の弟であるヘンリー・ペラムが1754年に死去すると、ニューカッスル公爵は改めて組閣したが、内閣は1756年のミノルカ島陥落により七年戦争対策を批判され、直後に崩壊した。内閣で影響力の最も大きい閣僚は1754年12月に戦時大臣として入閣した後、1755年11月に庶民院院内総務に転じたヘンリー・フォックスである。
その後、ニューカッスル公爵は1757年に大ピットと連合して第2次ニューカッスル公爵内閣を組閣した。

## 内閣
下記には閣僚と閣外大臣の両方が含まれている。
| 役職                            | 肖像 | 名前                                   | 在任            |
| ------------------------------- | ---- | -------------------------------------- | --------------- |
| 第一大蔵卿 貴族院院内総務       |      | ニューカッスル公爵                     | 1754年 - 1756年 |
| 財務大臣                        |      | サー・ウィリアム・リー                 | 1754年          |
| 財務大臣                        |      | ヘンリー・ビルソン＝レッグ             | 1754年 - 1755年 |
| 財務大臣                        |      | サー・ジョージ・リトルトン準男爵       | 1755年 - 1756年 |
| 第二大蔵卿                      |      | ダーリントン伯爵                       | 1754年 - 1755年 |
| 第二大蔵卿                      |      | サー・ジョージ・リトルトン準男爵       | 1755年 - 1756年 |
| 大法官                          |      | ハードウィック伯爵                     | 1754年 - 1756年 |
| 枢密院議長                      |      | グランヴィル伯爵                       | 1754年 - 1756年 |
| 王璽尚書                        |      | ゴア伯爵                               | 1754年 - 1755年 |
| 王璽尚書                        |      | マールバラ公爵                         | 1755年          |
| 王璽尚書                        |      | ゴア伯爵                               | 1755年 - 1756年 |
| 南部担当国務大臣 庶民院院内総務 |      | トマス・ロビンソン                     | 1754年 - 1755年 |
| 南部担当国務大臣 庶民院院内総務 |      | ヘンリー・フォックス                   | 1755年 - 1756年 |
| 北部担当国務大臣                |      | ホルダーネス伯爵                       | 1754年 - 1756年 |
| 補給庁長官                      |      | 空位                                   | 1754年 - 1755年 |
| 補給庁長官                      |      | マールバラ公爵                         | 1755年 - 1756年 |
| 海軍大臣                        |      | アンソン男爵                           | 1754年 - 1756年 |
| スコットランド国璽尚書          |      | アーガイル公爵                         | 1754年 - 1756年 |
| 宮内長官                        |      | グラフトン公爵                         | 1754年 - 1756年 |
| 主馬頭                          |      | マールバラ公爵                         | 1754年 - 1755年 |
| 主馬頭                          |      | ラトランド公爵                         | 1755年 - 1756年 |
| ランカスター公領大臣            |      | エッジカム男爵                         | 1754年 - 1756年 |
| アイルランド総督                |      | ドーセット公爵                         | 1754年 - 1755年 |
| アイルランド総督                |      | デヴォンシャー公爵                     | 1755年 - 1756年 |
| 主馬頭                          |      | ハーティントン侯爵                     | 1754年 - 1755年 |
| 主馬頭                          |      | ドーセット公爵                         | 1755年 - 1756年 |
| 陸軍支払長官                    |      | 大ピット                               | 1754年 - 1755年 |
| 陸軍支払長官                    |      | ダーリントン伯爵（ダプリン子爵と共同） | 1755年 - 1756年 |
| 陸軍支払長官                    |      | ダプリン子爵（ダーリントン伯爵と共同） | 1755年 - 1756年 |